# Грузчанська сільська рада
Грузчанська сільська́ ра́да — колишній орган місцевого самоврядування у Кролевецькому районі Сумської області. Адміністративний центр — село Грузьке.

## Загальні відомості
- Населення ради: 911 особа (станом на 2001 рік)

## Історія
Сумська обласна рада рішенням від 15 травня 2009 року уточнила назву сільської ради змінивши назву з Гружчанської сільради на Грузчанську.

## Населені пункти
Сільській раді були підпорядковані населені пункти:
- с. Грузьке
- с. Мостище
- с. Тарасівка

## Склад ради
Рада складалася з 14 депутатів та голови.
- Голова ради: Вихрицький Павло Петрович